# جان هابرد (فیزیکدان)
 جان هابرد (انگلیسی: John Hubbard؛ زاده ۲۷ اکتبر ۱۹۳۱ درگذشته ۲۷ نوامبر ۱۹۸۰) یک دانشمند اهل بریتانیا بود. 